# 다가촌 (시즈오카현)
다가촌(일본어: 多賀村)은 일본 시즈오카현의 동부, 가모군·다가타군에 속했던 촌이다. 현재의 아타미시 남부에 해당한다.

## 역사
- 1889년 4월 1일 - 정촌제 시행에 의해 가모군 다가촌이 성립하였다.
- 1896년 4월 1일 - 군제 시행에 의해 다가타군 다가촌이 되었다.
- 1937년 4월 10일 - 아타미정과 합병해 아타미시가 성립하여, 동일 다가촌은 폐지되었다.

## 교통

### 철도
- 철도성
  - 이토선

## 참고 문헌
- 角川日本地名大辞典編纂委員会,『角川日本地名大辞典 22 静岡県』, 角川書店, 1978年, ISBN 4040012208
- 『角川日本地名大辞典 22 静岡県』。